# Александровский сельсовет (Ирбейский район)
Александровский сельсовет - сельское поселение в Ирбейском районе Красноярского края.
Административный центр - село Александровка.

## Население
| 2010 | 2012 | 2013 | 2014 | 2015 | 2016 | 2017 |
| ---- | ---- | ---- | ---- | ---- | ---- | ---- |
| 643  | ↘632 | ↘630 | ↗638 | ↘632 | ↘609 | ↗615 |

## Состав сельского поселения
В состав сельского поселения входят 2 населённых пункта:
| № | Населённый пункт | Тип населённого пункта       | Население |
| - | ---------------- | ---------------------------- | --------- |
| 1 | Александровка    | село, административный центр | 431       |
| 2 | Козыла           | деревня                      | 212       |

## Местное самоуправление
Александровский сельский Совет депутатов
Дата избрания: 14.03.2010. Срок полномочий: 5 лет. Количество депутатов:8
Глава муниципального образования
- Черкавский Антон Владимирович. Дата избрания: 14.03.2010. Срок полномочий: 5 лет